# 강제퇴거의제
|                                           |
| 미국의 재산법                             |
| 미국법 시리즈                             |
| 재산 획득                                 |
| 증여 · 취득시효 · 채권양도                |
| 유실물                                    |
| 처분 · 위탁 · 허가                        |
| 재산권                                    |
| 완전 사유권 · 단순부동산권 · 한사부동산권 |
| 생애부동산권 · 조건부 부동산권            |
| 미래권리 · 부동산 공동소유                |
| 부동산임차권 · 연립주택                   |
| 토지권리의 양도 증서                      |
| 선의의 취득자 · 권원등기제도              |
| 양도증서에 의한 금반언 · 권리 포기서      |
| 임대차 · 형평법상 재산권의 이전           |
| 소유권부담제거소송 · 국가귀속             |
| 미래사용 제한                             |
| 양도제한                                  |
| 영구구속금지의 원칙                       |
| 쉘리사건의 원칙                           |
| 상속권원우선원칙                          |
| 비소유 토지권                             |
| 지역권 · 이익                             |
| 토지와 함께 이전하는 약관                 |
| 에퀴티상의 지역권                         |
| 관련 주제                                 |
| 부착물 · 훼손 · 분할                      |
| 용수권                                    |
| 측면‧지하지지권                           |
| 네모닷                                    |
| 미국법의 다른 영역                        |
| 계약법 · 불법행위법                       |
| 유언신탁법                                |
| 형법 · 증거법                             |

강제퇴거의제란 집주인이 의무해태로 인하여 세입자가 주거할 수 없는 상태가 되어 강제퇴거로 의제되는 것을 말한다. 이는 주거주택의 주거적성성 보장을 위반하면서 발생한다.

## 사례
원룸에 입주해서 사는 세입자가 웃풍도 심해서 이불을 덮고 누워 있으면 코가 시리고, 이불을 덮지 않고 있으면 발이 시려울 정도이며 욕실은 한번 샤워하면 수증기도 심하고, 환기가 잘 안된다. 현관문은 철문인데 밤낮으로 물방울이 맺혀 있다. 이에 대한 계속된 시정요구에도 시정이 안되면 세입자는 건물에서 퇴거 후 강제퇴거의제를 이유로 소송을 제기할 수 있다.

## 같이 보기
- 주거적성성 보장